# クーバース

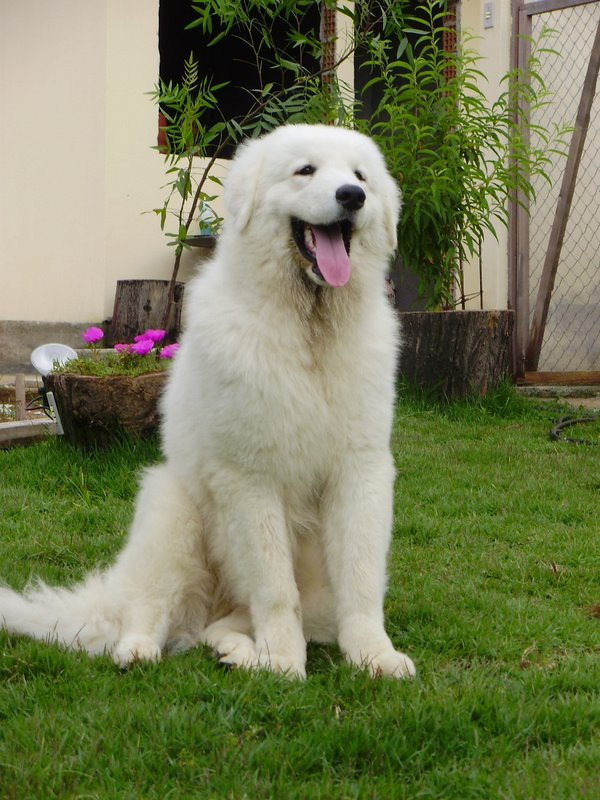
クーバース

クーバース（英語: Kuvasz）/ クヴァス（ハンガリー語: kuvasz）とは、ハンガリー原産の護畜犬種である。犬種名の語源は不詳である。一説では古テュルク語の küvez「誇り高い」から来ていると言う説もあるが、この語はキプチャク語の qubas という犬種名とも関りがあると考えられている。これらの語はペルシア語の kuwāsa「質、財」からの借用語なのかも知れない。しかし、この語は単に犬の鳴き声の擬声語から作られたという説もある。またモンゴル語の цагаан хувцас 「白い犬」はクーバースによく似た犬種を指すため、これが語源だと言う説もある。

## 歴史
数千年前から中央アジアから西アジアにかけての遊牧民の間で家畜を守るための飼われてきた大型犬の子孫で、チベタン・マスティフなどに起源を発する。東方（ウラル山脈南方）から騎馬民族であるハンガリー人（マジャル人）が895年頃中央ヨーロッパのカルパチア盆地に浸入し、そこに新たな祖国を建国（征服定住）したときにクーバースはマジャル人と共にやってきたとされている。クーバースは牧羊犬として、羊を狼や家畜泥棒から守るのに使われていた。ホワイトのコートは夜間でもはっきりと見えるため、もし羊泥棒などが侵入してきたとしても主人に犯人と間違われて誤射殺されないようにするために好まれて固定された。17世紀頃になると羊飼いだけでなく一般の人もクーバースをガードドッグとして使うようになり、本種は国内外に知られるようになり少数が原産地外へ輸出された。

## 特徴
グレート・ピレニーズなどの他の親戚種と比べるとマズルが先細りで、コートは厚く短い巻き毛である。このコートは狼の牙から身を守るために発達した鎧のような物である。顔と耳、脚の前部を除く全身がこのコートで覆われている。毛色はホワイト若しくはクリームである。飾り毛のない垂れ耳、ふさふさした垂れ尾でがっしりした体格をしている。体高は雄71～75cm、雌66～70cm、体重は雌雄共に30～52kgの大型犬である。性格は知的で自己犠牲の精神を持ち、忠実である。友好的でしつけの飲み込みも早いが、家族に危機が迫ると勇敢に立ち向かう。なお関節疾患にかかりやすいため、大型犬種ではあるがあまり多くの運動量を必要としない。

## 画像

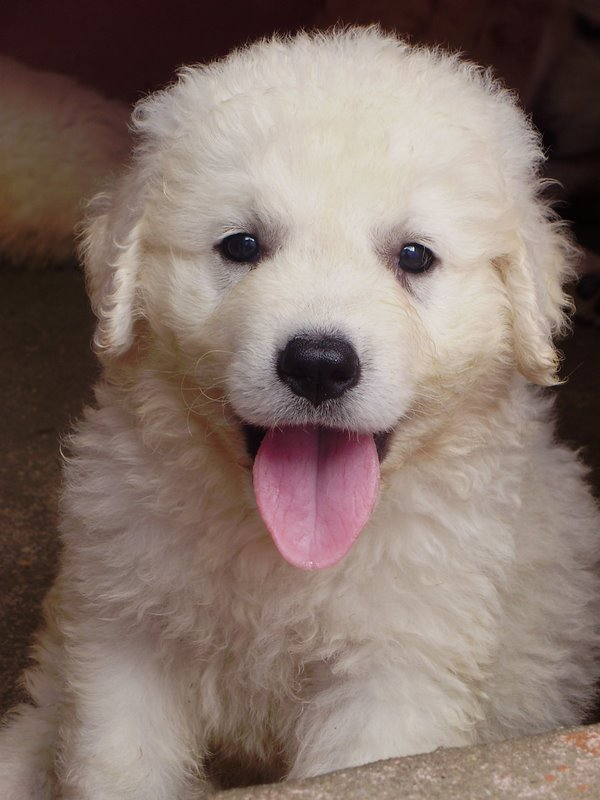
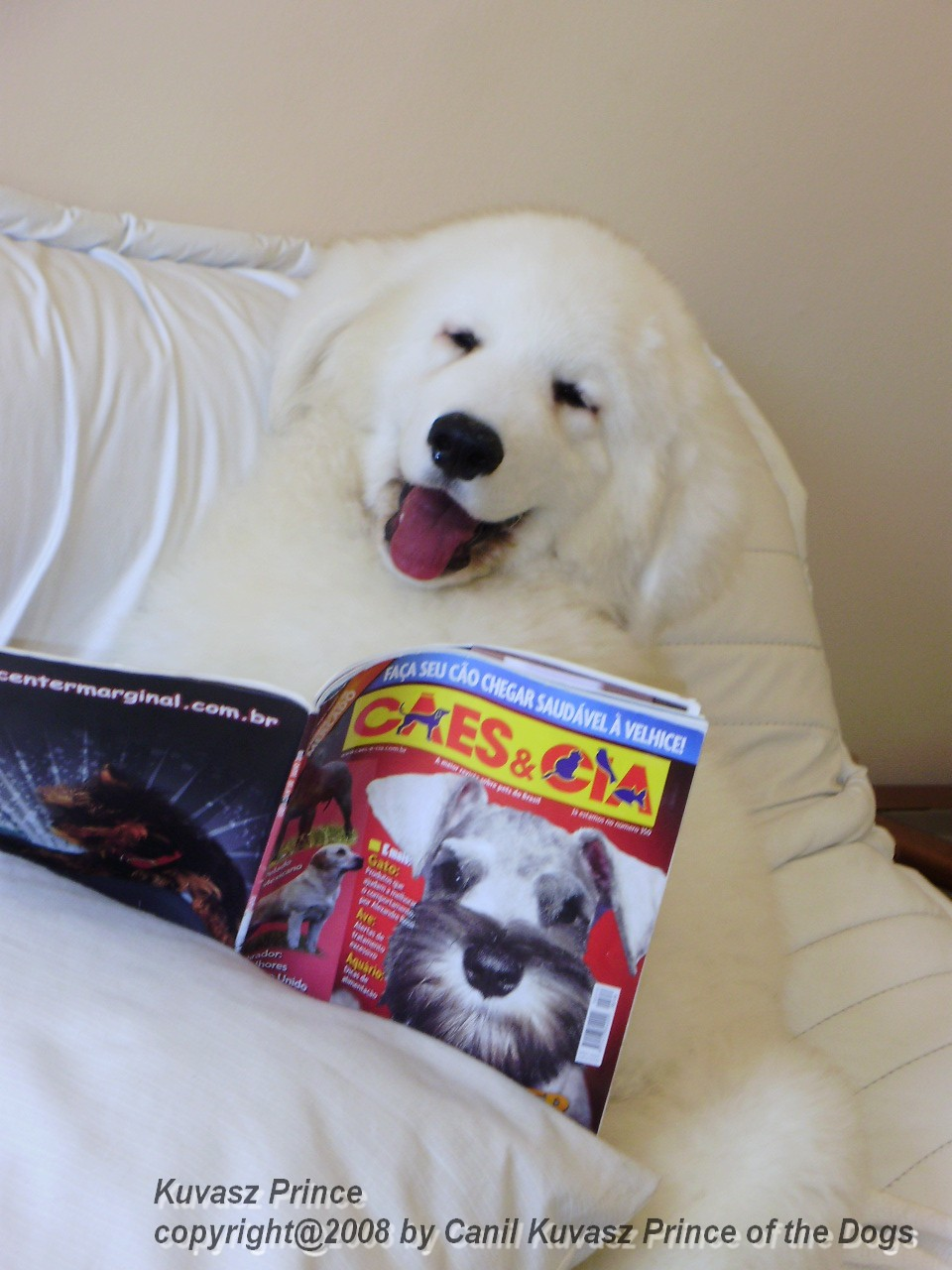
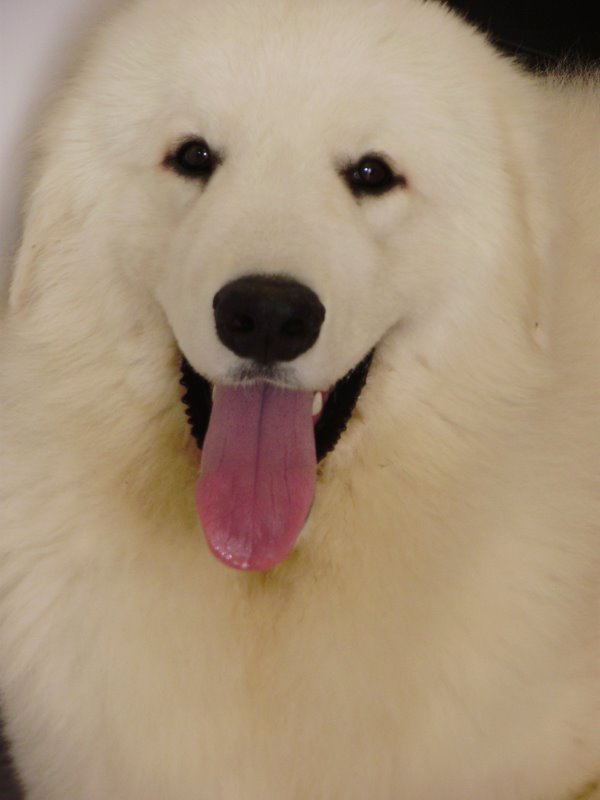
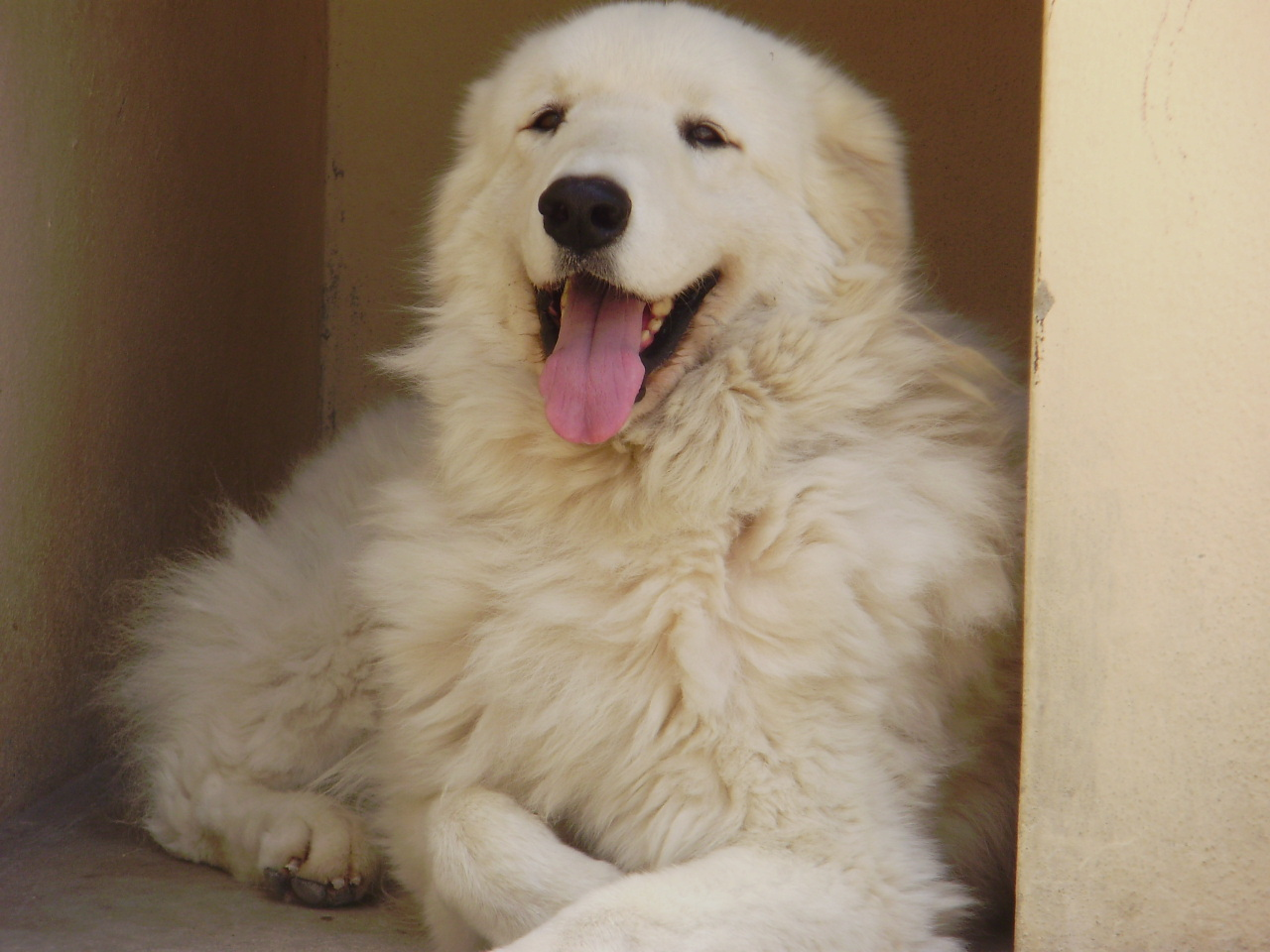
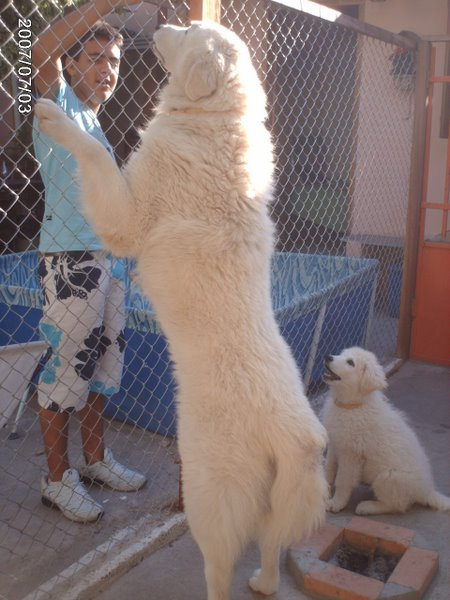
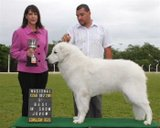
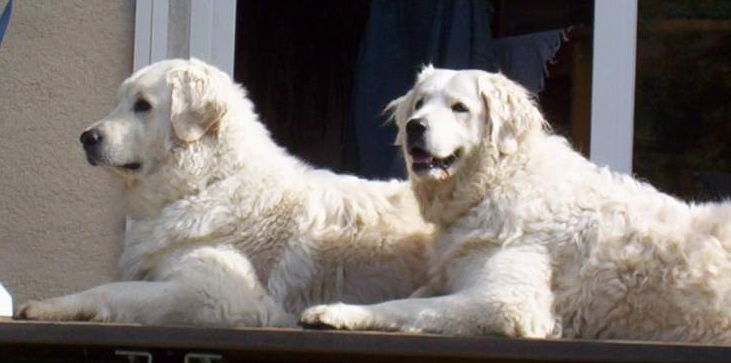

## 参考
- 『犬のカタログ2004』（学研）中島眞理 監督･写真
- 『日本と世界の愛犬図鑑2007』（辰巳出版）佐草一優監修
- 『デズモンド・モリスの犬種事典』デズモンド・モリス著書、福山英也、大木卓訳 誠文堂新光社、2007年
- 『日本と世界の愛犬図鑑2009』（辰巳出版）藤原尚太郎編･著